# Kazumi Tsubota
Kazumi Tsubota (jap. 坪田 和美, Tsubota Kazumi; * 23. Januar 1956 in der Präfektur Nagasaki) ist ein ehemaliger japanischer Fußballspieler und -trainer.

## Nationalmannschaft
1981 debütierte Tsubota für die japanische Fußballnationalmannschaft. Tsubota bestritt sieben Länderspiele.

## Errungene Titel
- Japan Soccer League: 1980